# Черето (Кунео)
Черето је насеље у Италији у округу Кунео, региону Пијемонт.
Према процени из 2011. у насељу је живело 247 становника. Насеље се налази на надморској висини од 464 м.